# 関東七名城
関東七名城（かんとうしちめいじょう）は日本の関東地方にあった城のうち、以下の7つを指したものである。いずれの城も天守は現存せず、他の構造物や城郭の多くが破壊されたり市街地化されている。
- 川越城（河越城）（埼玉県川越市）[1]
- 忍城（埼玉県行田市）[1][2]
- 前橋城（厩橋城）（群馬県前橋市）[1]
- 金山城（群馬県太田市）[1]
- 唐沢山城（栃木県佐野市）[1]
- 宇都宮城（栃木県宇都宮市）[1]
- 多気城（茨城県つくば市）あるいは太田城（茨城県常陸太田市）[1]

## ギャラリー

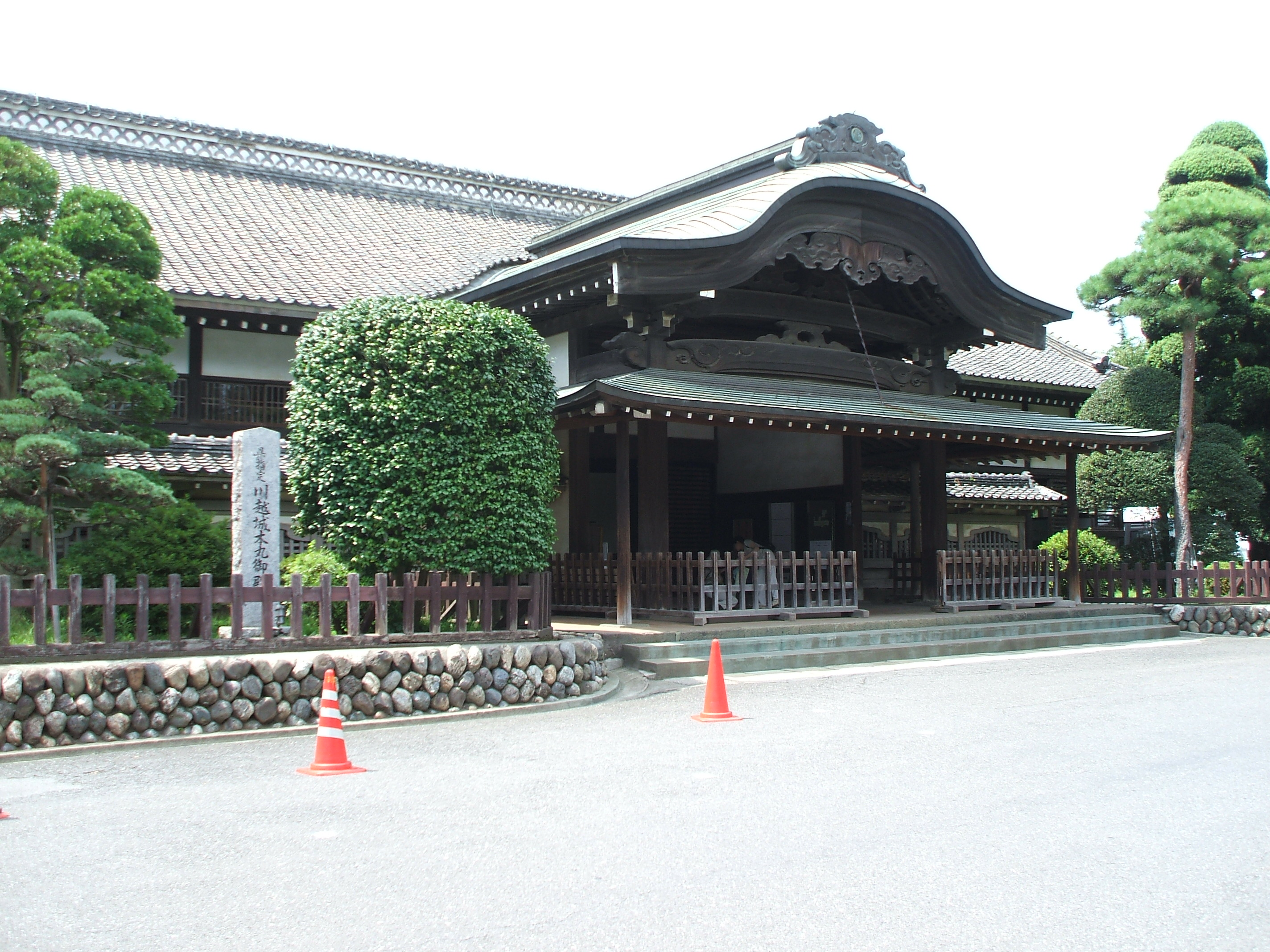
川越城の本丸御殿
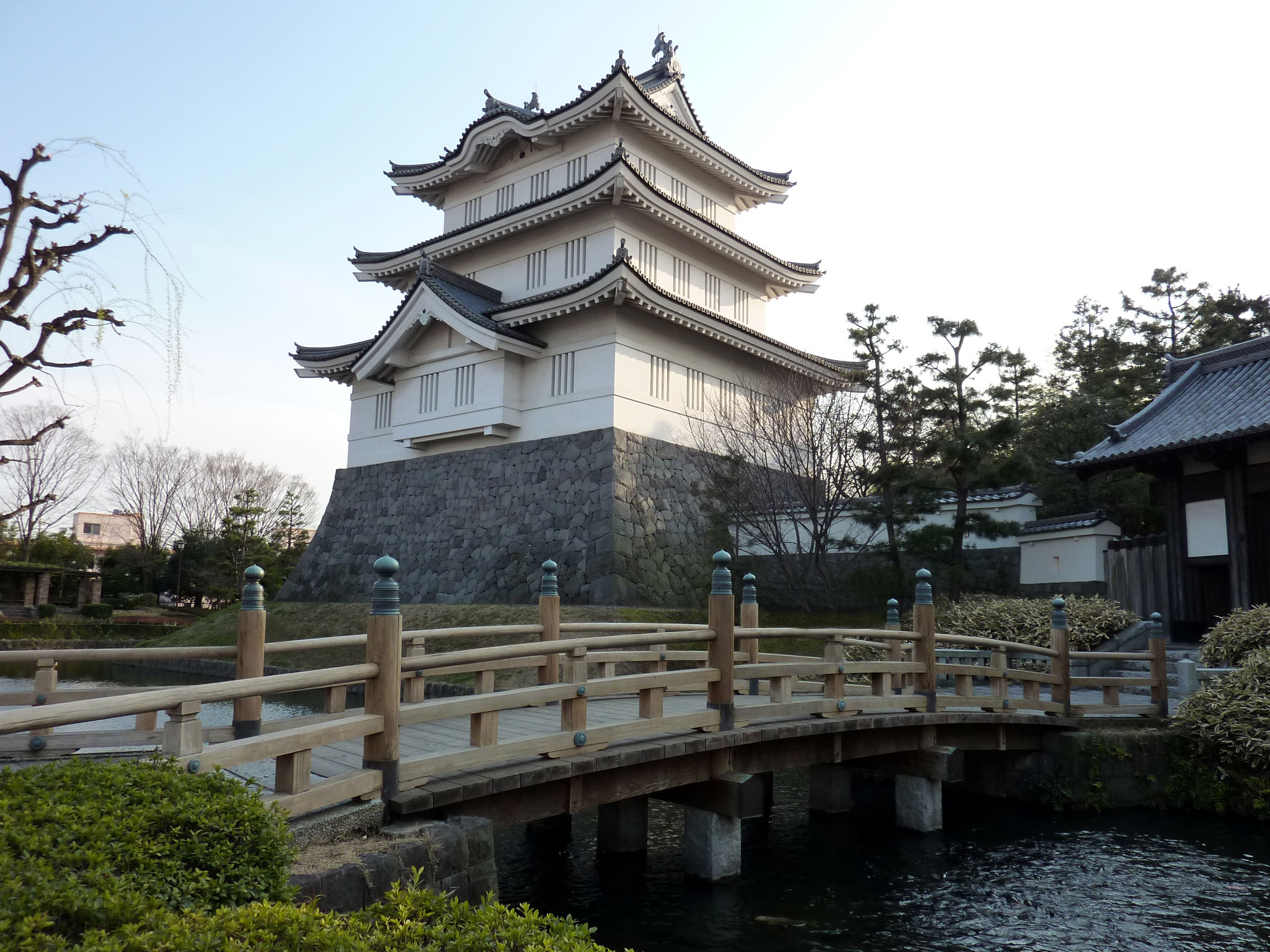
忍城の模擬御三階櫓
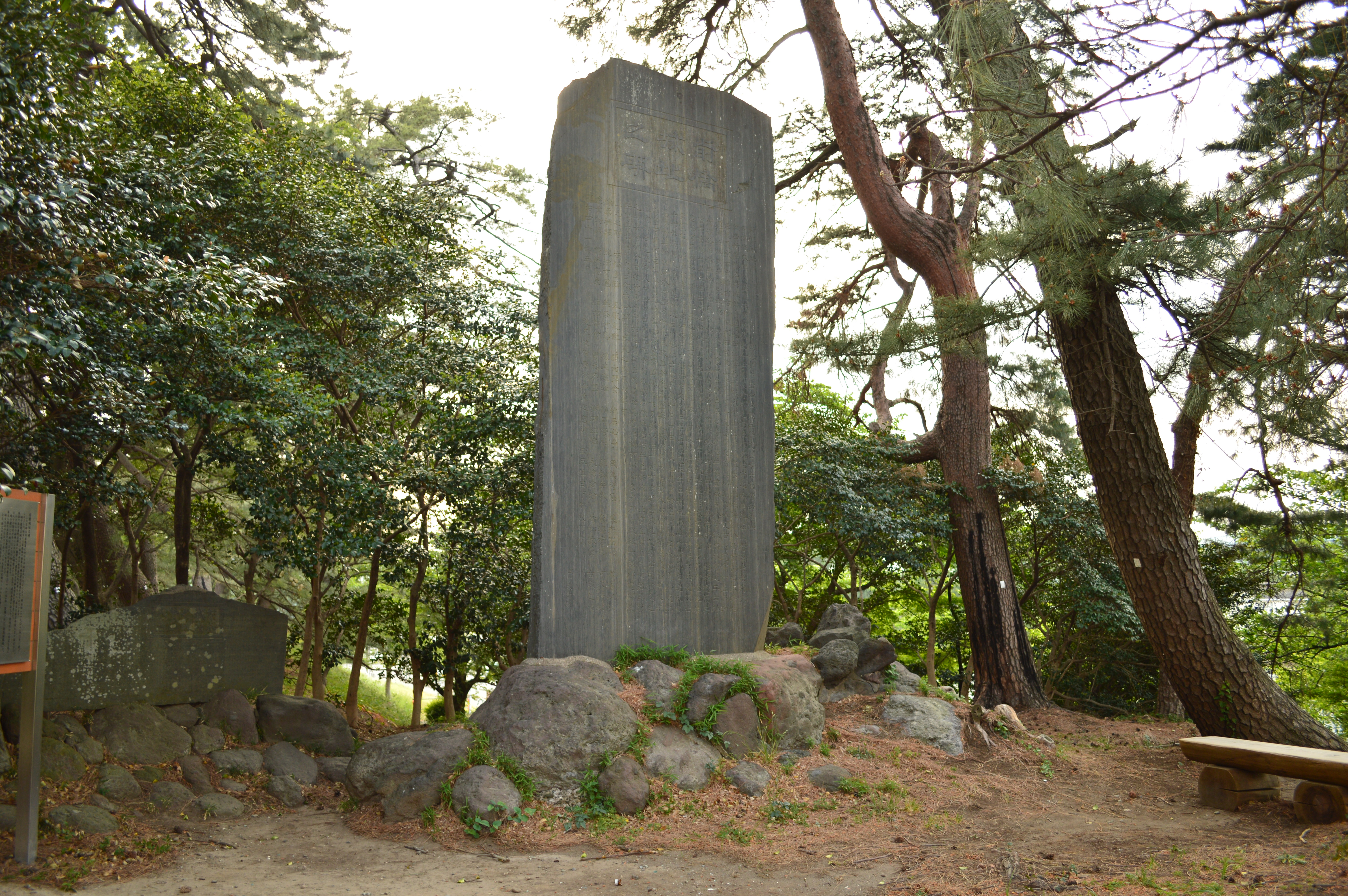
前橋城の城址碑
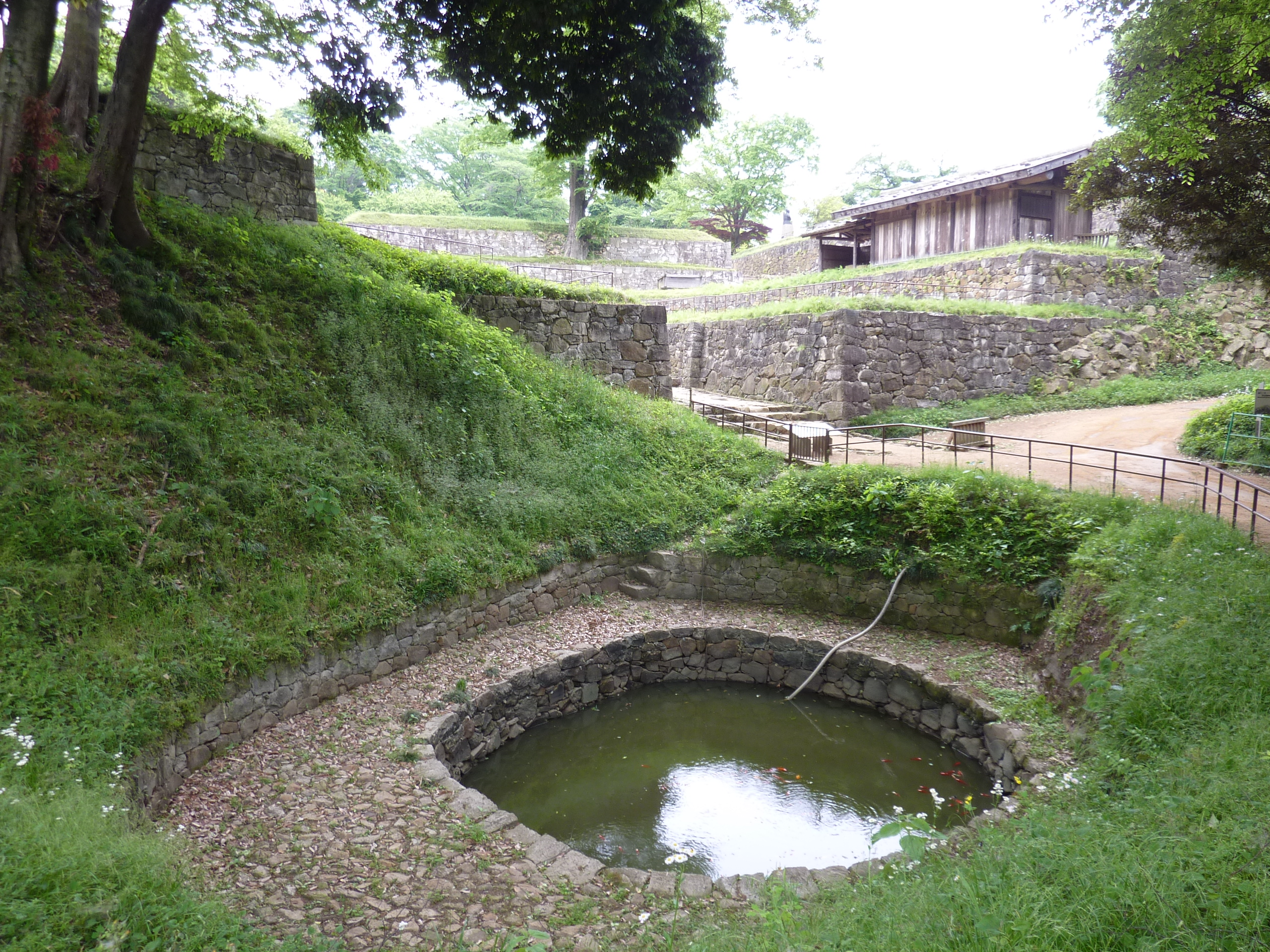
金山城の大手虎口
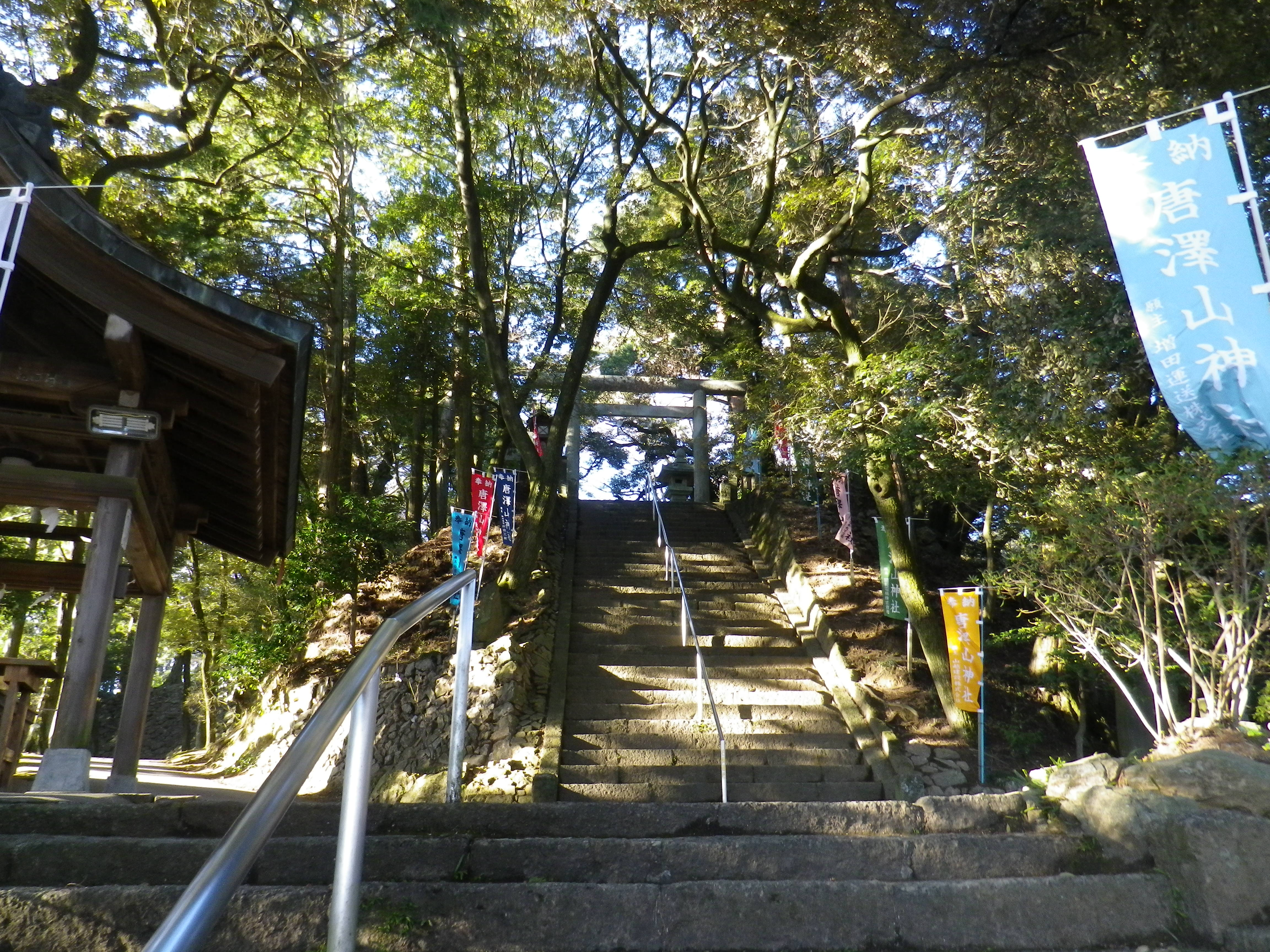
唐沢山城の本丸跡
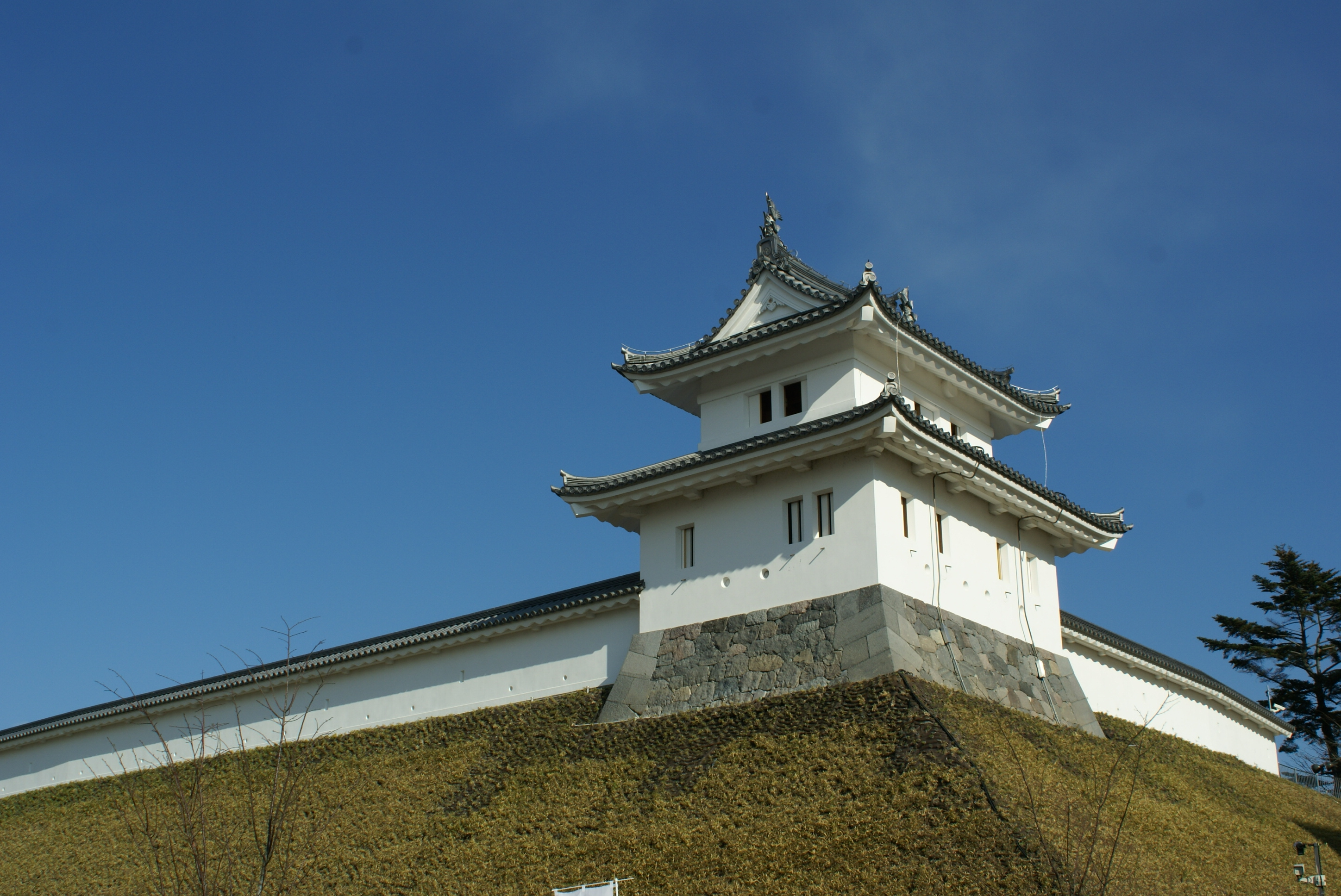
宇都宮城の復元富士見櫓
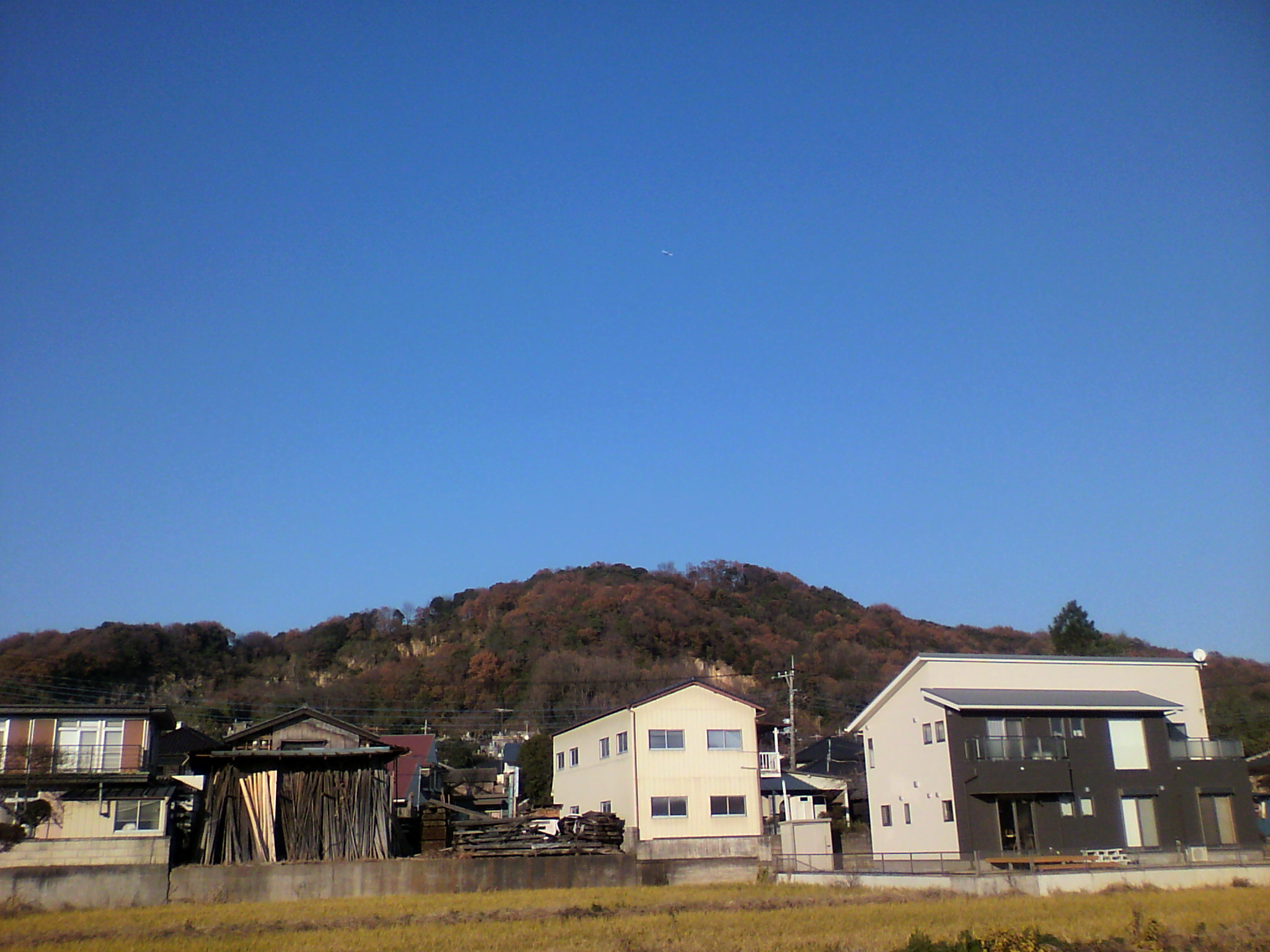
多気城・遠景
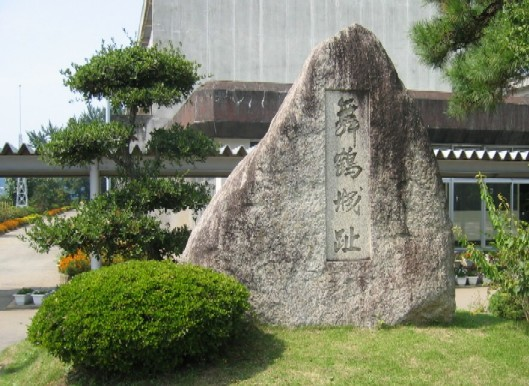
太田城（舞鶴城）跡の碑